# 56 v. Chr.
Portal Geschichte | Portal Biografien | Aktuelle Ereignisse | Jahreskalender | Tagesartikel

◄ |
2. Jahrhundert v. Chr. |
1. Jahrhundert v. Chr. |
1. Jahrhundert |
►

◄ | 70er v. Chr. | 60er v. Chr. | 50er v. Chr. | 40er v. Chr. |
30er v. Chr. |
►

◄◄ | ◄ | 59 v. Chr. | 58 v. Chr. | 57 v. Chr. | 56 v. Chr. |
55 v. Chr. |
54 v. Chr. |
53 v. Chr. |
► |
►►
Staatsoberhäupter

## Ereignisse
- 5. April: In der Vereinbarung von Lucca bestätigen Caesar, Pompeius und Crassus das erste Triumvirat.
- Caesar besiegt die Veneter in der heutigen Bretagne.

## Gestorben
- Lucius Cornelius Lentulus Niger, römischer Politiker
- Lucius Licinius Lucullus, römischer Feldherr und Politiker (* 117 v. Chr.)
- Philipp II. Philorhomaios, letzter König des Seleukidenreiches (* um 95 v. Chr.)
- Marcus Terentius Varro Lucullus, römischer Feldherr und Politiker (* 116 v. Chr.)